# Michael de la Pole, I conde de Suffolk
Michael de la Pole, I barón de la Pole luego I conde de Suffolk (c. 1330 - 5 de septiembre de 1389) fue un financiero inglés y lord canciller de Inglaterra durante el reinado de Ricardo II de Inglaterra.

## Biografía
Hijo mayor de Sir William de la Pole (m. 1366) y su esposa Catherine Norwich, hija a su vez de Sir Walter Norwich. Su padre era un comerciante de lana de Hull que se convirtió en una figura clave durante el reinado de Eduardo III de Inglaterra: tras el colapso de las familias Bardi y Peruzzi, llegó a ser el jefe financiero del rey Eduardo III. Michael disfrutó de mayor popularidad en la corte que la que tuvo su padre, convirtiéndose en uno de los amigos más íntimos y de confianza del sucesor de Eduardo, Ricardo II de Inglaterra.
Nombrado lord canciller en 1383 y creado conde de Suffolk en 1385, fue el primero de su familia en obtener un título nobiliario. Sin embargo en la década de 1380 su fortuna creció de sobremanera y en 1386 fue acusado por el Parlamento de malversación e fondos y negligencia, aumentando las tensiones entre el Parlamento y el rey Ricardo II.
Sin embargo Michael de la Pole conservó el favor real, aunque luego cayó ante los Lords de Apelación, siendo uno de los seguidores de Ricardo acusados de traición por los apelantes en noviembre de 1387. Después de la victoria de los Lores Apelantes en Radcot Brige en diciembre de 1387 y antes de reunirse el Parlamento en febrero de 1388, De La Pole huyó a París permaneciendo en Francia el resto de su vida.
Jean Froissart, en sus Chronicles describe a De la Pole como un consejero artero e ineficaz, que disuadió a Ricardo II de seguir una segura victoria contra las fuerzas francesas y escoceses en Cumberland, lo cual fomentó la sospecha de Juan de Gante, duque de Lancaster.

## Descendencia
Con Catherine Wingfield tuvo a:
- Michael de la Pole, segundo conde de Suffolk. A diferencia de su padre, era partidario de Enrique IV, quien había derrocado a Ricardo II. Gracias a esto, recuperó el título de su padre tras la subida al trono de este en 1399. Murió en el cerco de Harfleur.

| Cargos políticos                                |                            |                                       |
| Predecesor: Robert Braybrooke Obispo de Londres | Lord Canciller 1383-1386   | Sucesor: Thomas Arundel Obispo de Ely |
| Nobleza de Inglaterra                           |                            |                                       |
| Predecesor: Nueva creación                      | Barón de la Pole 1366-1388 | Sucesor: Michael de la Pole           |
| Predecesor: Nueva creación                      | Conde de Suffolk 1385-1388 | Sucesor: Michael de la Pole           |